# Yūko Miyamura
Yūko Miyamura (宮村優子, Miyamura Yūko, née le 4 décembre 1972 ) est une actrice et seiyū japonaise, ayant notamment doublé les personnages de Asuka Langley et Casca dans les séries anime cultes Evangelion et Berserk . Elle enregistre aussi plusieurs disques dans les années 1990.

## Doublage
- Détective Conan (Kazuha Toyama)
- Neon Genesis Evangelion (Asuka) (1996)
- Burning Rangers (Tillis) (1998)
- Mai-HiME (Alyssa Searrs) (2004)
- Berserk (Casca) (1989-1998)
- Wedding Peach (en) (Hinagiku Tamano / Angel Daisy)
- Wedding Peach DX (Hinagiku Tamano / Angel Daisy)

## Discographie

### Singles
- 恋をするなら (1995.7.21)
- ENDLESS PARTY (1996.5.22) (duo avec Mitsuo Iwata)
- くるみパン/そんなKISSじゃ許さない (1996.11.21)
- 根性戦隊ガッツマン(Remix） (1997.3.5)
- 平成偉人伝 (1997.5.21)
- KANON (1997.8.21)
- Pi・Pi・Pi (1997.11.6)
- Mother (1998.2.21)
- 恋と欲望 (1998.5.21)
- アリガト (1998.6.24)
- おっぱいがいっぱい (1998.9.23)
- 名探偵は人生を答えず (1999.7.23)

### Albums
- ケンカ番長 (1996.6.21)
- スペースケンカ番長 (1996.12.18) (mini-album)
- 不意打ち (1997.9.22)
- 魂 (1998.3.25) (mini-album)
- 産休〜Thank You〜 (1998.7.23)鶯嬢 (1999.5.21) (mini-album)
- 大四喜 (1999.8.25)

### Compilations
- めっちゃ Best (1998.12.2)
- ほぼ Single Best (1999.12.1)